# Qualcomm code-excited linear prediction
Qualcomm code-excited linear prediction (QCELP), также известный Qualcomm PureVoice, речевой аудиокодек, разработанный в 1994 Qualcomm для увеличения качества голоса по сравнению с кодеком IS-96A, ранее используемом в сетях CDMA. Далее был заменен EVRC так как он поддерживает лучшее качество голоса на меньшем битрейте. Две версии, QCELP8 и QCELP13, работают на 8 и 13 килобит в секунду (кбит/с) соответственно.
В системах CDMA, вокодер QCELP преобразует звуковой сигнал в сигнал, который возможно передать по сети. В проводных системах голосовые сигналы обычно обрезаются до 8 kHz (8,000 значений в секунду) и кодируются с частотой дискретизации 8-bit для каждого семпла. В таких системах передача идет на скорости 64 kbit/s, не всегда приемлемой в беспроводной системе. Вокодер QCELP, поддерживающий переменный битрейт может уменьшить его до достаточного для передачи по такой беспроводной системе, при этом кодируя информацию более эффективно. В общих чертах, он изменяет битрейт на основе громкости голоса говорящего или тембра; громкий или более высокий голос требует большего битрейта.